# 沙乌勒·莫法兹
沙乌勒·莫法兹（希伯來語：שאול מופז；1948年11月4日—），以色列政治人物、退役中將，前以色列國防軍總參謀長。2002–2006年间，担任以色列国防部部长；2006–2009年间担任副总理及交通部部长。

## 生平
莫法兹生于伊朗德黑兰。1957年，随父母移居以色列。1966年，参加以色列国防军。